# Студенець-на-Блоках
Студенець-на-Блоках (словен. Studenec na Blokah) — поселення в общині Блоке, Регіон Нотрансько-крашка, Словенія. Висота над рівнем моря: 762,8 м.